# Andrea Succi
Andrea Succi (ur. 14 marca 1961) – włoski baseballista, uczestnik igrzysk w 1992, na których zagrał w 7 meczach. Reprezentacja Włoch zajęła wówczas 7. miejsce.